# Militärroboter

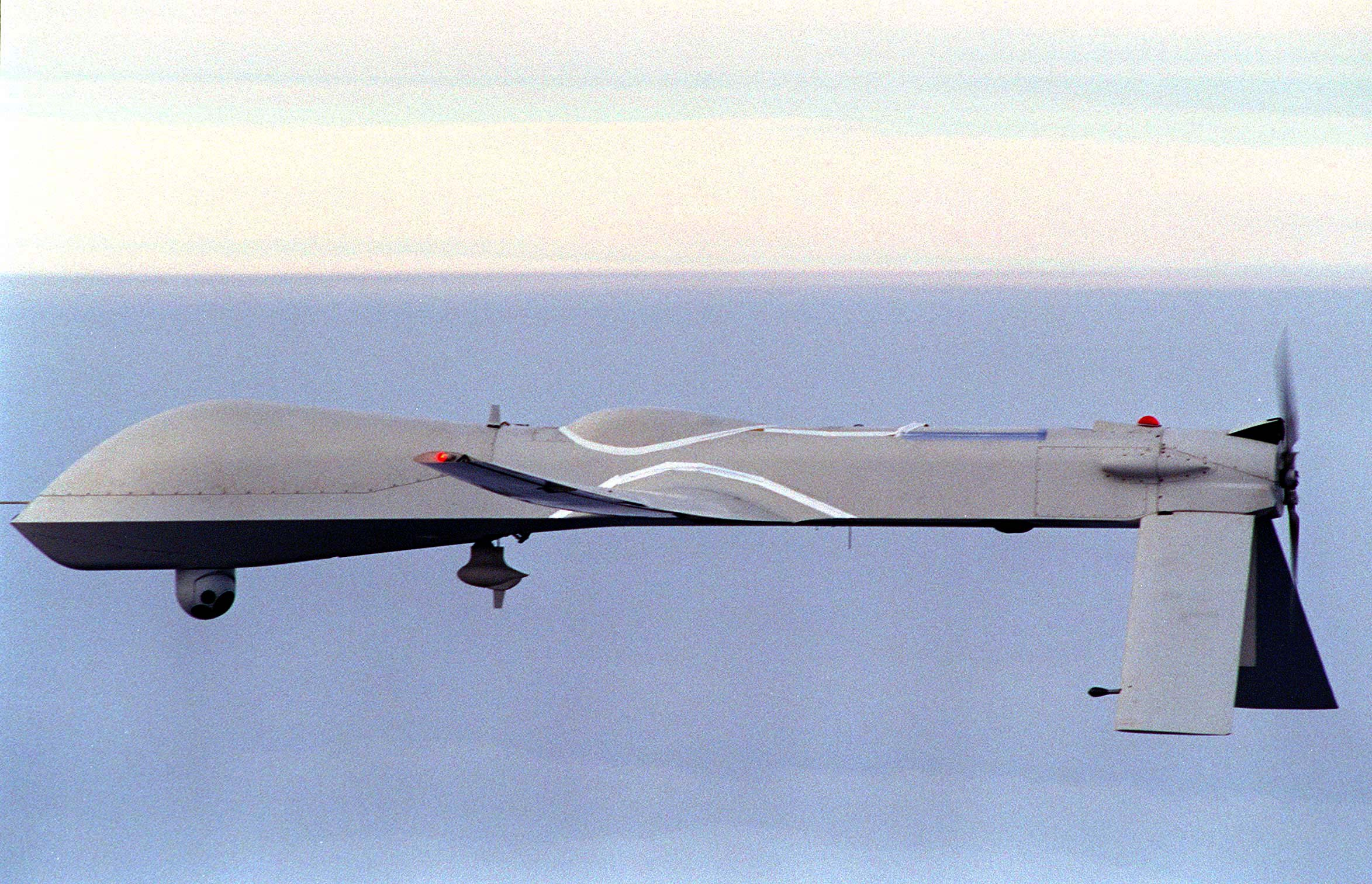
Die Predator ist eine Drohne und erledigt verschiedene Aufgaben wie Beobachtung, Aufklärung und Zerstörung

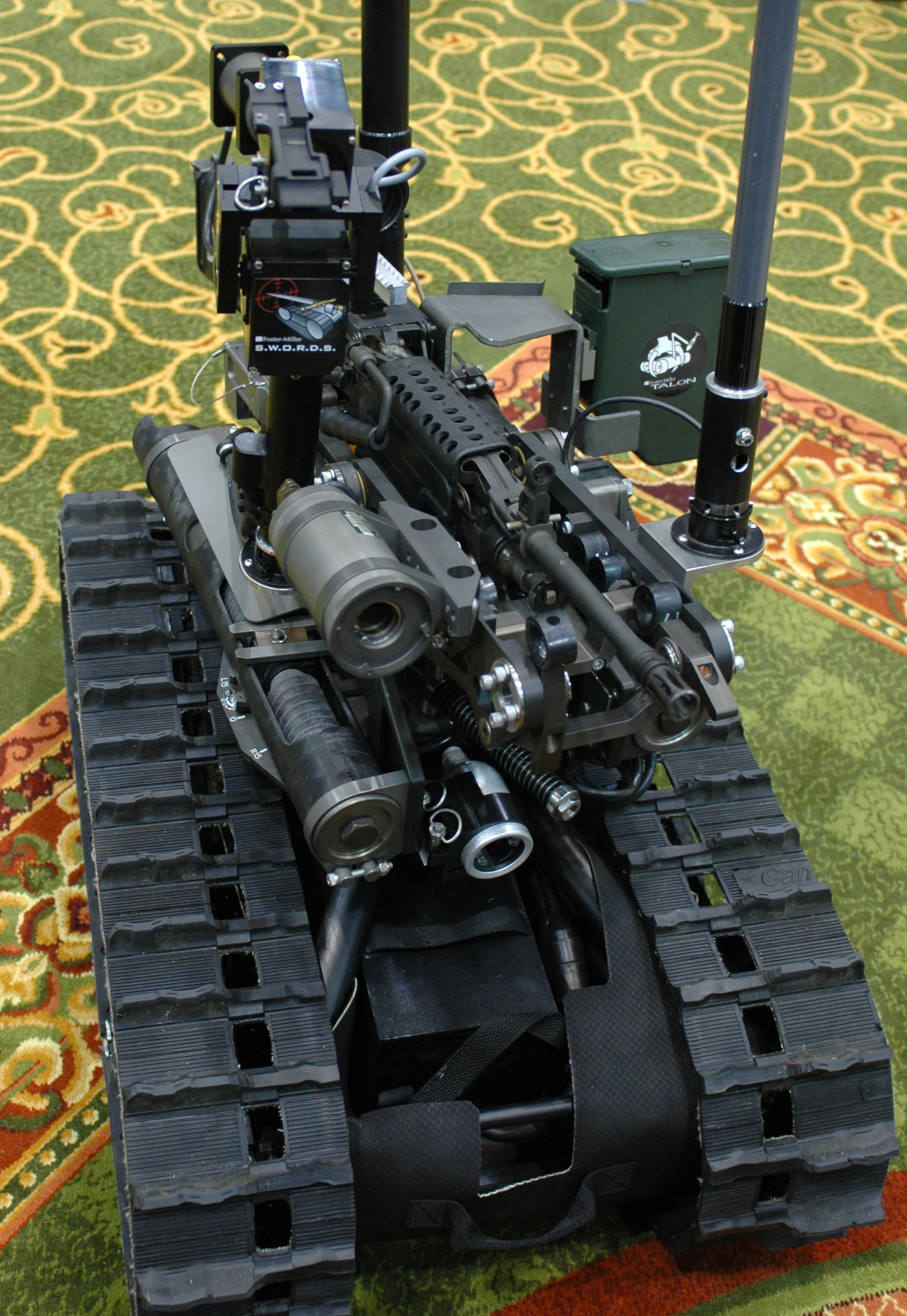
SWORDS-Kampfroboter

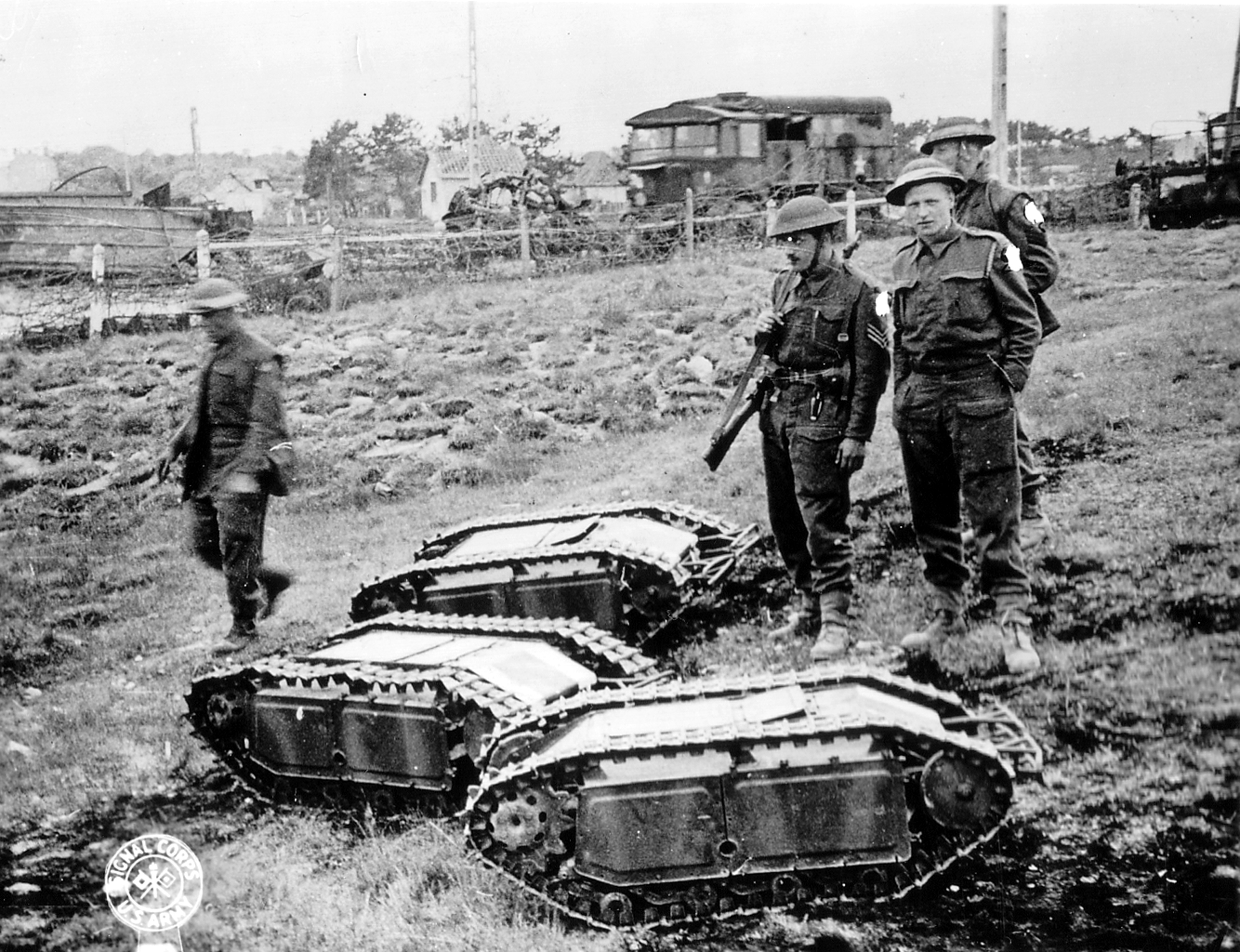
Vorläufer der Kampfroboter: Der Zwergpanzer Goliath der deutschen Wehrmacht

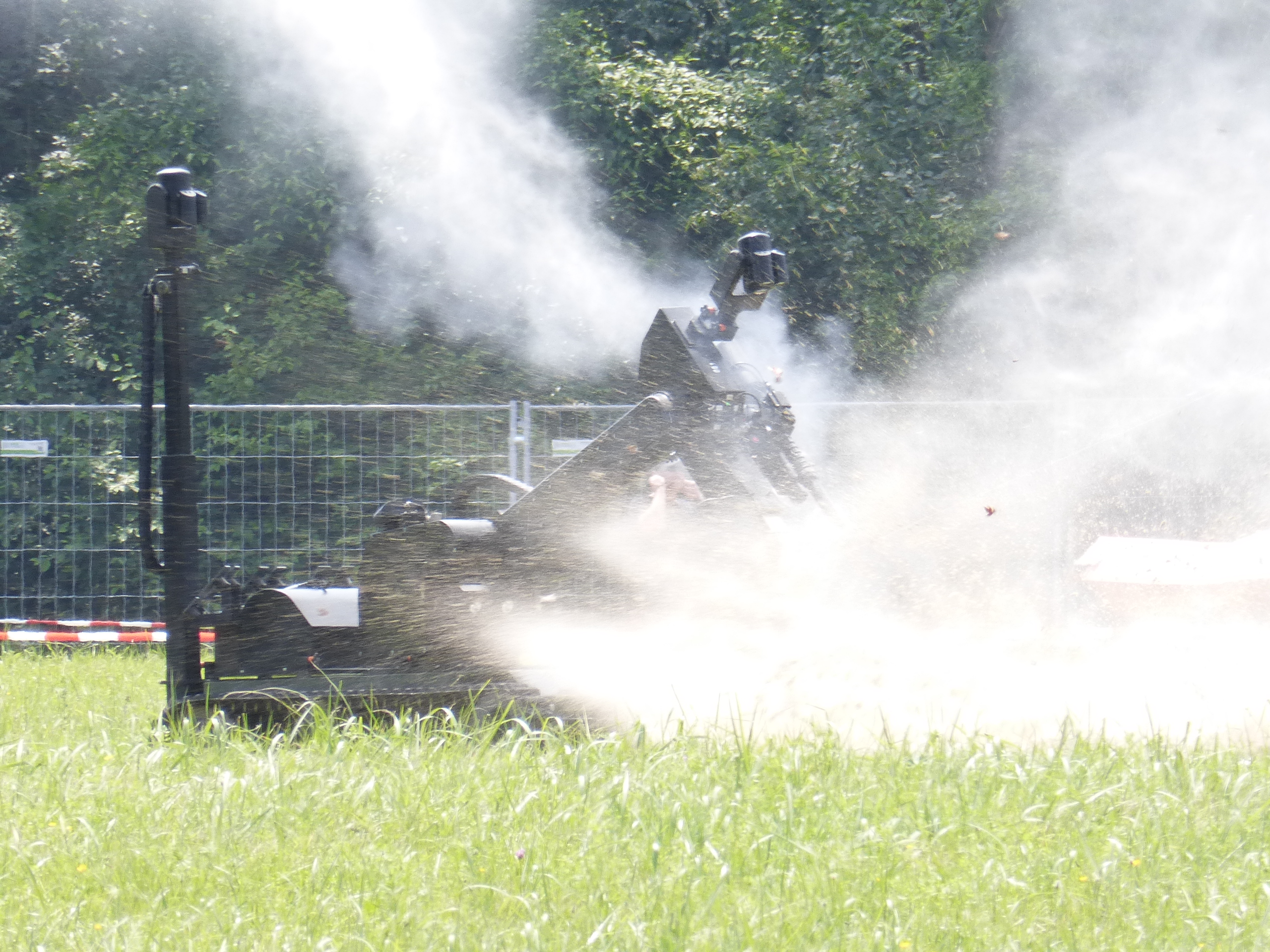
Minenentschärfroboter tEODor der Bundeswehr beim Zerstören einer simulierten Sprengfalle

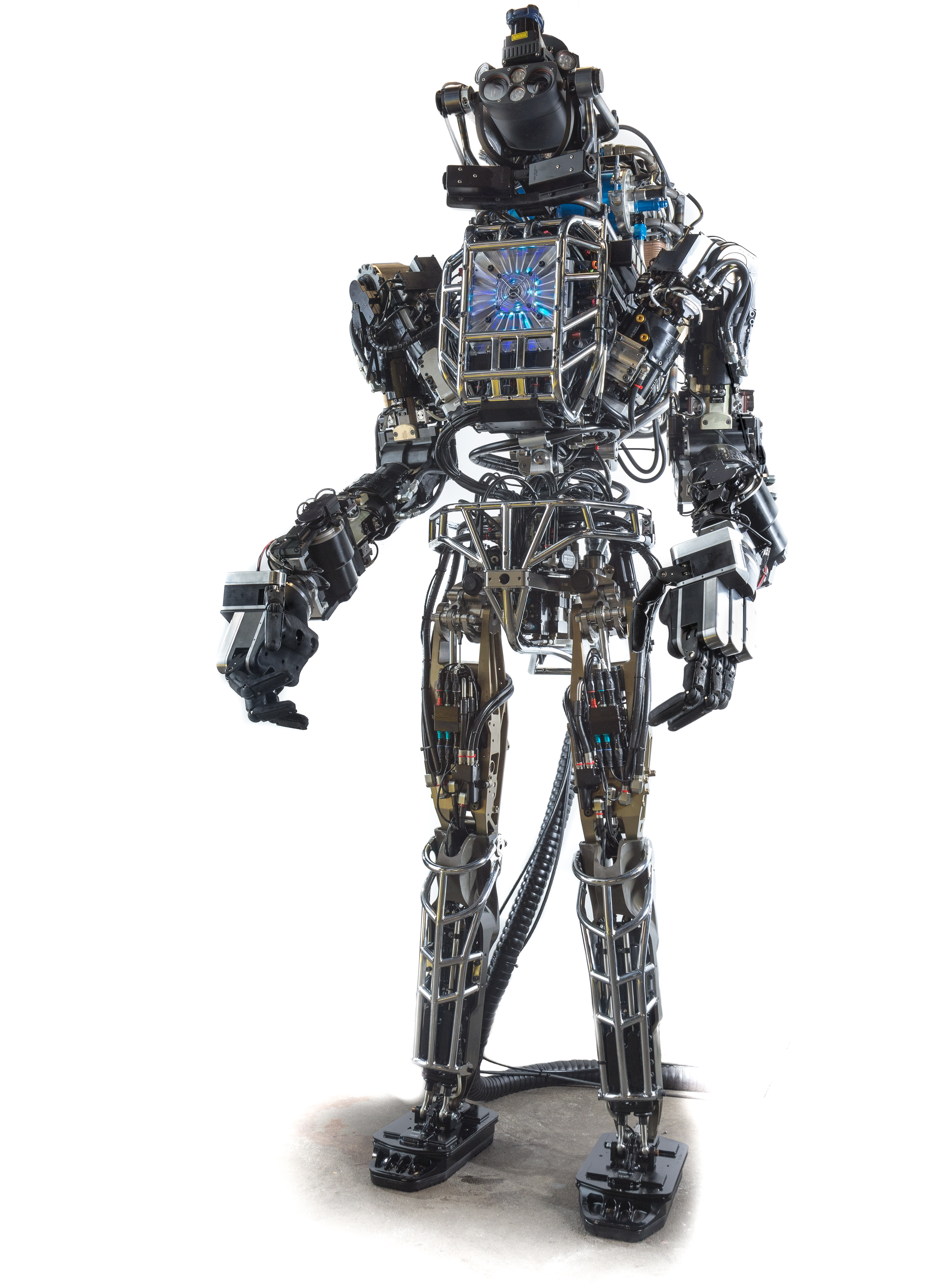
Prototyp von Boston Dynamics „Atlas“ im Jahr 2013. Er soll für das US-Verteidigungsministerium Fahrzeuge steuern und in gefährlichen Umgebungen arbeiten.

Militärroboter (oft auch Kampfroboter), präzise unbemannte militärische Systeme oder Robotic Combat Systems, sind autonome, semi-autonome oder ferngelenkte Systeme, entwickelt für den militärischen Einsatz. Dazu gehören unter anderem Beobachtung, Aufklärung, Spionage, Minenräumung, Wachaufgaben und Zielbekämpfung. Lethal Autonomous Robot (LAR) oder Lethal Autonomous Weapon System (LAWS) sind Bezeichnungen für ausdrücklich offensive Systeme.
In den letzten Jahren hat sich die anfängliche Euphorie etwas gelegt und die Ziele in der militärischen Roboterentwicklung wurden neu und realitätsnäher formuliert. Der 2003 von der US-Army für 2025 geplante „Tactical Autonomous Combatant“ ist somit inzwischen konkreten unbemannten Systemen gewichen. Anstelle eines taktisch autonomen Systems stehen derzeit ferngesteuerte und semiautonome Systeme im Vordergrund.
Bereits in Kampfeinsätzen eingesetzt werden Kampfdrohnen, sogenannte Unmanned Aerial Vehicles, die in der Lage sind, Aufklärungsbilder zu machen und gezielt Raketen auf Bodenziele abzuschießen.
Im letzten Jahrzehnt war die militärische Roboterentwicklung einerseits vor allem darauf beschränkt, umzusetzen, was machbar war, ohne näher auf die ethischen und rechtlichen Implikationen einzugehen. Andererseits existierte eine visionäre Vorstellung über vollautonome Roboter, die sich an den Theorien der technologischen Singularität orientierte und von einem menschenähnlichen Bewusstsein von Robotern ausging. Letzteres scheint in weiter Ferne zu liegen, die Integration von Robotern in die Streitkräfte ist jedoch bereits Realität. In den letzten Jahren wurde vom US-Militär erkannt, dass es keine Regelungen und Rahmenbedingungen geschaffen hatte und eigentlich von der Entwicklung überrollt worden war. Derzeit wird versucht die Entwicklung wieder einzuholen und es wurden mehrere Studien in Auftrag gegeben, die sowohl die rechtlichen als auch die ethischen Aspekte des Robotereinsatzes abklären sollen.
Dabei ist die Problematik zu beobachten, dass die USA in der Roboterintegration eigentlich kaum mehr hinter den Status quo zurückgehen können, da die neue Armeestruktur, die Future Combat Systems, bereits umgesetzt werden und ohne autonome Systeme nicht bzw. nicht im gewünschten Maße funktionieren werden. Weiter ist die Entwicklung in der militärischen Roboterentwicklung weltweit angestoßen worden und scheint auch nicht mehr aufhaltbar.
Die Kritik an der Verwendung von Robotern in militärischen Kontexten kann generell in zwei Gruppen eingeteilt werden. Auf der einen Seite ist dies die vor allem in den Medien vorgebrachte zumeist undifferenzierte und sich von Vorstellungen aus der Science-Fiction ableitende Kritik, die Roboter als „stone cold killers“ sieht. Auf der anderen Seite steht die Kritik von Philosophen wie z. B. Robert Sparrow, Vincent C. Müller oder Peter Asaro und Roboterwissenschaftlern wie z. B. Noel Sharkey, die dezidiert ethische Fragestellungen problematisieren. Derzeit ist noch nicht klar, inwieweit diese Kritik von den verantwortlichen Stellen rezipiert wird.
Zusätzlich gibt es von politischer Seite Kritik an der Unverhältnismäßigkeit der Ausgaben gegenüber dem kurzfristig zu erwartenden Nutzen von unbemannten bzw. robotischen Systemen.
Kampfroboter sind außerdem regelmäßig Thema von Science-Fiction.

## Entwicklung
Im Gegensatz zu anderen Militärtechniken, kann die Herstellung einfacher unbemannter Systeme ohne besonderen Aufwand mit frei und relativ günstig verfügbaren Komponenten erfolgen. Die Entwicklung von Militärrobotern bzw. militärisch nutzbarer Technologien erfolgt durch Ausschreibungen (z. B. DARPA Grand Challenge), durch nichtmilitärische Konzerne (z. B. Samsung SGR-A1) und auch durch Rüstungsfirmen. Systeme die durch Autonomie oder Fernsteuerung nicht auf aufwändige netzwerktechnische Infrastruktur angewiesen sind und vornehmlich im taktischen Bereich eingesetzt werden, werden in der asymmetrischen Kriegsführung eine zunehmende Rolle spielen. Unbestritten ist, dass der zunehmende Einsatz von unbemannten Systemen, künstlicher Intelligenz und neuer Waffensystemen die Art der Kriegführung beeinflussen wird.
Die meisten Armeen erwarten sich von der Robotik neben den Fortschritten in der Waffentechnologie vor allem große Einsparungspotentiale bei den Kosten. Die Kosten für die Herstellung und den Betrieb unbemannter Systeme liegen weit unter denen bemannter Systeme. Als weiterer Versuch Einsparungen im Budget vorzunehmen, konnte in den letzten Jahren das Anmieten von Robotern von Privat Military Contractors (PMC) beobachtet werden (z. B. von den US-Marines und der US-Navy).

## Geschichtliche Entwicklung
Als Vorläufer der militärischen Roboter gelten im Allgemeinen ferngelenkte Waffen. Einer der ersten Einsätze einer Waffe, die als ferngelenkt gelten kann, fand am 22. August 1849 bei der Bombardierung Venedigs durch die österreichische Armee statt. Es handelte sich dabei um unbemannte, mit Sprengstoff beladene Ballons, wobei man auf eine günstige Windrichtung vertrauen musste, da sie keinerlei Steuerung besaßen. Gezündet wurden diese Ballons entweder durch Zeitzünder oder durch einen Fernauslöser per Kupferdraht. Ähnliche Systeme wurden von den Unionstruppen im amerikanischen Sezessionskrieg geplant, kamen jedoch nicht zum Einsatz.
1898 stellte Nikola Tesla auf der Electrical Exhibition in New York City’s Madison Square Garden ein funkgesteuertes Torpedo vor und stieß damit die Entwicklung zu ferngelenkten Waffen an. In den kommenden Jahren wurden die Entwicklungen auf diesem Gebiet vorangetrieben und von Gustave Gabbet und Paul Aubriot unter anderen 1915 ein „torpille terrestre électrique“, also ein Landtorpedo entwickelt.
Etwa zur gleichen Zeit wurde unter dem Decknamen „Aerial Target“ von Archibald Low für die britische Armee eine ferngesteuerte Bombe mit einem Sprengkopf entwickelt. Weiterentwickelt wurden diese Ideen 1925 unter dem Namen Larynx (Long Range Gun with Lynx Engine) und in weiterer Folge von Deutschland mit dem Fieseler Fi 103 (wurde als V1 allgemein bekannt). In den folgenden Jahrzehnten wurden aufbauend auf diesen Konzepten die modernen Cruise Missiles entwickelt.
Komplizierter erwiesen sich Entwicklungen für Landfahrzeuge. Jedoch konnten hier ebenso in den späten 1930er Jahren erste Durchbrüche erzielt werden. Die von der Sowjetunion entwickelten Teletank-Modelle, also zur Funksteuerung umgebaute Panzer, und von Deutschland bereits in einer großen Stückzahl (über 7.500) hergestellten Sd.Kfz. 302 („Goliath“), per Kabel gesteuerte mobile Sprengladungen, galten jedoch im militärischen Einsatz nicht als Erfolg.
Ferngesteuerte Flugzeuge waren ab den 1930er Jahren im Einsatz. Das bekannteste war wohl die Fairey IIIF floatplane der britischen Armee. Sie hatten ihre Bedeutung vor allem in der Flugabwehrausbildung.
Die USA begannen bereits während des Zweiten Weltkrieges mit der Massenproduktion von ferngesteuerten Flugzeugen, von der Radioplane OQ-2 wurden beispielsweise allein im Zweiten Weltkrieg über 15.000 Stück produziert. In den 1950er Jahren wurden diese nun nicht mehr nur zu Trainingszwecken verwendet, sondern auch als Täuschziele bei Bombardements eingesetzt. Nur wenig später entdeckte man das Potential für Spionage- und Aufklärungsflüge und setzte diese sogenannten Aufklärungsplattformen im Vietnamkrieg auch mit Erfolg ein.
Bereits 1971 gab es die ersten erfolgreichen Versuche der Verwendung von Drohnen als Waffenplattformen, jedoch dauerte es bis 2001 zum ersten tatsächlichen Kampfeinsatz einer Drohne in Afghanistan. Damit war im Wesentlichen auch die Trennung zwischen gelenkter Munition einerseits und unbemannten Fluggeräten andererseits abgeschlossen.
In modernen Armeen haben Unmanned Aerial Vehicles (UAVs) vielfältige Aufgaben, die grob in folgende funktionale Kategorien eingeteilt werden können: Sie dienen
- als Trainingsziel und als Täuschkörper
- zur Aufklärung
- zur Logistischen Unterstützung der Streitkräfte
- und zur Bekämpfung gegnerischer Ziele

Seit 2001 werden bewaffnete Predator UAVs zu gezielten Tötungen in Afghanistan und Pakistan verwendet. Zum ersten Mal außerhalb Afghanistans wurde ein Predator UAV am 3. November 2002 im Jemen zur Tötung von Qaed Salim Sinan al-Harethi, der als Hauptverantwortlicher für den Anschlag auf die Cole im Jahr 2000 gilt, eingesetzt.
Indien verkündete im Sommer 2013 Kampfroboter zu entwickeln, die den herkömmlichen Frontsoldaten in vielen Bereichen ersetzen sollen. Die Maschinen sollen selbstständig Freund und Feind erkennen, teilte der Chef von Indiens Forschungs- und Rüstungsinstitut mit, man sei jedoch noch ein Jahrzehnt von der Einführung entfernt.

## Systematik
Es wird nun eine kurze Übersicht über einige in der US-Armee in Verwendung befindlichen unbemannten Fahrzeuge gegeben. Dabei ist in folgende Gruppen zu unterscheiden.
- Unmanned Aerial Vehicles
- Unmanned Ground Vehicles
- Unmanned Surface Vehicles
- und in den Bereich der Autonomen Waffensysteme

### Autonomie
Die meisten frühen UAVs waren im Wesentlichen nicht mehr als durch einen Menschen ferngesteuerte Flugzeuge, manchmal um einfache Systeme zur Flugunterstützung, wie automatische Stabilisierung, Geschwindigkeitskontrolle und ähnliches, ergänzt. Von eigentlicher Autonomie kann somit kaum gesprochen werden. Generell muss festgehalten werden, dass im Gegensatz zur Technik im Bereich der Flugzeuge die Technik im Bereich der Autonomie erst am Anfang der Entwicklung steht. Innerhalb der amerikanischen Streitkräfte ist auch noch keineswegs klar wie weit die Autonomie der UAVs überhaupt reichen soll, da man Probleme befürchtet, wenn sich immer mehr bemannte und unbemannte Flugzeuge den Luftraum teilen müssen. Erschwert wird dies noch dadurch, dass sowohl Army, Navy, Marines und Air Force eigene bemannte und unbemannte Flugzeuge im Einsatz haben und diese nicht zentral koordiniert sind. Die Bandbreite von eingesetzten UAVs reicht von großen Aufklärungsflugzeugen wie dem Global Hawk in 20 km Einsatzhöhe bis zu kleinen sogenannten Miniature UAVs die in wenigen hundert Metern Höhe von einzelnen Einheiten zur Aufklärung eingesetzt werden.
Die Einstellung der Soldaten beim Grad der Autonomie von Robotern wurde von einem Techniker mit dem Satz „Make them dumber“ zusammengefasst. Bereits 2001 hatte die US-Armee einen autonomen Roboter zur Sprengsatzsuche bei Fahrzeugen in Dienst gestellt, der automatisch die Unterseite eines Fahrzeuges absuchte und im Falle eines Fundes Alarm gab (Omni-Directional Inspection System – „Odis“). In der Praxis zeigte sich jedoch, dass dies von den Soldaten nicht akzeptiert wurde und der eigentlich als autonomes System gedachte Roboter jetzt von den Soldaten ferngesteuert wird.
Die US Air Force prognostiziert Stand 2013 derartige Fortschritte bei der Entwicklung autonomer Waffensysteme, dass etwa im Jahr 2030 der Mensch nur noch ein Störfaktor wäre.
Vor allem im Bereich der intelligenten Munition haben sich die Forschungen in der Sensortechnik und der künstlichen Intelligenz niedergeschlagen. Von der Öffentlichkeit weitgehend unbemerkt sind halbautonome Systeme wie Präzisionsmunition und autonome Systeme wie z. B. das „Quick Kill“ Active Protection System in vielen Armeen bereits im Einsatz.
Konzepte zur automatischen Zielsuche werden ebenso in modernen Cluster Bombs realisiert bzw. sind gerade in Entwicklung.

### Unbemannte Luftfahrzeuge
Honeywell RQ-16A
Das Honeywell Micro Unmanned Air Vehicle auch genannt Hawk ist ein sogenanntes „Vertical Take-Off and Landing Vehicle“, d. h., es kann sich wie ein Hubschrauber fortbewegen. Es wird auf Zugsebene zur Aufklärung eingesetzt. Oft fliegt es auch zur Suche nach IEDs (unkonventionellen Sprengvorrichtungen) vor einem Konvoi.
Wasp III BATMAV
Das Battlefield Air Targeting Micro Air Vehicle wird zur Zielidentifikation und Zielbeobachtung eingesetzt. Es kreist automatisch über dem designierten Ziel und sendet Videosignale.
RQ-11 Raven
Der Raven ist derzeit mit über 8.000 Stück das verbreitetste Micro UAV und wird neben der amerikanischen auch von mehreren europäischen Armeen genutzt. Es kann ferngesteuert werden oder autonom über GPS-Koordinaten ein Gebiet überwachen.
RQ-7 Shadow
Der Shadow ist ein sogenanntes Battlefield System und besteht aus vier Flugzeugen und Kontrollstation sowie Bodenpersonal. Seine Rolle liegt in der ausdauernden Aufklärung und Überwachung eines Gebiets. Im Irak und in Afghanistan brachte es das System in den letzten drei Jahren auf über 37.000 Einsatzflüge.
MQ-8 Fire Scout
Der Fire Scout ist ein aus einem normalen Hubschrauber entwickeltes autonome Aufklärungs-, Überwachungs- und Zielmarkierungs-UAV. Im Endstadium soll der Firescout 72 Stunden durchgehend in der Luft operieren können. Mit seiner Fähigkeit zur Zielmarkierung ist er ein wesentlicher Bestandteil der Non Line of Sight Systems der FCS. Eine bewaffnete Variante existiert, sie wird aber derzeit von den Militärs nicht forciert entwickelt.
Predator und Reaper
Der RQ-1A/B Predator und seine Weiterentwicklung der MQ-9 Reaper wird ebenfalls nicht als Einzelflugzeug, sondern als System eingesetzt und umfasst vier Flugzeuge, eine Bodenstation, eine Satellitenverbindung und 55 Personen. Das System ist für den Dauereinsatz konzipiert, d. h., es ist auf 24 Stunden pro Tag ausgelegt. Gesteuert wird der Predator von einem Piloten und zwei Copiloten, die für die Sensoren zuständig sind. Das Aufgabenspektrum des Predator umfasst Aufklärung, Überwachung und Zielerfassung sowie in seiner bewaffneten Version auch Kampfeinsätze. Mit einer Bewaffnung von 450 Kilogramm kann ein Reaper 42 Stunden in der Luft operieren. Reaper werden auch in den USA zur Grenzkontrolle eingesetzt.
Global Hawk
Die Northrop Grumman RQ-4 Global Hawk ist ein hochfliegender Langstreckenaufklärer. Die von der Bundeswehr geplante Einführung wurde im Mai 2013 vom
Bundesverteidigungsministerium gestoppt, da die Drohne im europäischen Luftraum keine Zulassung bekommen würde.
Ukrainische Kamikazedrohen
Um russische Störaktionen wie erzwungene Änderungen der GPS-Daten oder Störsender unwirksam zu machen, hat die ukrainische Rüstungsindustrie mittels künstlicher Intelligenz autonome Kamikazedrohen entwickelt und hergestellt.

### Unbemannte Bodenfahrzeuge
Talon

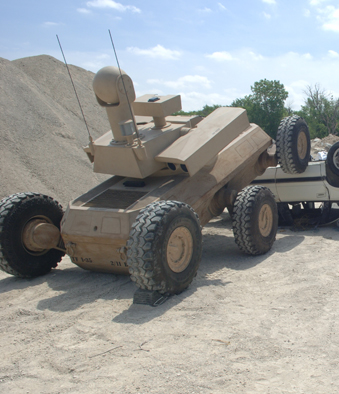
XM1219 Armed Robotic Vehicle-Assault-Light (ARV-A-L)

Der Foster-Miller Talon ist ein ferngesteuertes Robotersystem. Es kann Sprengstoffe entschärfen und je nach Ausrüstung auch aufklären und kämpfen. Der Roboter wiegt je nach Ausstattung zwischen 27 und 45 kg und wurde bereits am Ground Zero eingesetzt.
Talon Swords
Das SWORDS (Special Weapons Observation Reconnaissance Detection System) gilt als das erste am Boden eingesetzte ferngesteuerte bewaffnete Robotersystem. Als Bewaffnung sind entweder automatische Waffen oder Raketen (z. B. M202A1 FLASH (Flame Assault Shoulder Weapon)) vorgesehen. 
MAARS
Das Modular Advanced Armed Robotic System ist eine Weiterentwicklung des Talon SWORDS. 
Packbot
Der Packbot wurde im Irak und in Afghanistan vor allem zur Entschärfung von Sprengstoffen eingesetzt. Ausgestattet mit einem „Fido Explosives Detector“ erreichte er im Aufspüren von Sprengstoffen die gleiche Erfolgsquote wie die bestmöglich ausgebildeten Hunde. Neue Packbotmodelle können mit einem Gamecontrollern nachempfunden Steuerungsgerät gelenkt werden.
Dragon Runner
Der Dragon Runner ist ein Roboter für den Einsatz im städtischen Gebiet. Er wiegt nur vier Kilogramm und ist so konstruiert, dass man ihn durch Fenster, aus einem fahrenden Auto oder ein Treppenhaus hinunterwerfen kann. Durch eine Kamera und Bewegungssensoren vermittelt er dann den Soldaten ein Bild der taktischen Situation.
BigDog
BigDog ist ein vierbeiniger Transportroboter, der unter anderen in Zusammenarbeit von Boston Dynamics und der Harvard-Universität entwickelt wurde. Seine Vorstellung wurde in der Öffentlichkeit mit Interesse zur Kenntnis genommen. BigDog gilt als ein Referenzprojekt für die Umsetzung vierbeiniger Bewegung.
Bear
Der „Battlefield Extraction Assist Robot“ ist ein etwa zwei Meter großer humanoider Roboter für den Transport von Verwundeten aus dem Gefechtsbereich. Er kann bis zu 135 Kilogramm tragen und auch für das Verladen und den Transport von schweren Gütern verwendet werden. Das an einen Teddybären erinnernde 'Gesicht' des Roboters soll verwundete Soldaten beruhigen.
Crusher
Crusher ist der offizielle Name für diese 6,5 Tonnen schwere autonome geländegängige UGV. Entwickelt wurde es an der Carnegie Mellon Universität, einem der bedeutendsten Zentren für Roboterentwicklung in den USA.
Mule und ARV
Das Multifunctional Utility/Logistics and Equipment Vehicle (Mule) bzw. das Armed Robotic Vehicle (ARV) ist als Unterstützungssystem für Infanterie ausgelegt. Es besteht aus Transportsystemen, Aufklärungssystemen und bewaffneten Systemen. Die Systeme sind mit einem autonomen Navigationssystem ausgerüstet und in der Lage, einem Führungsfahrzeug oder Soldaten zu folgen oder zu einem bestimmten Punkt im Gelände autonom zu fahren bzw. die Soldaten im Kampf zu unterstützen.
Guardium
Das israelische Militär testete seit 2008 den Guardium etwa an der Grenze zum Gazastreifen. Er war bis zu 80 km/h schnell und konnte auch bewaffnet werden.

### Unbemannten Unterwasserfahrzeuge
Spartan Scout und Bluefin
Unmanned Surface Vehicles (unbemannte Oberflächenfahrzeuge) oder auch Autonomous Underwater Vehicles (autonome Unterwasserfahrzeuge) genannt, sind diese Fahrzeugtypen erst in den letzten Jahren wiederentdeckt worden und wurden in Afghanistan eingesetzt.
Neben offensichtlich ferngesteuerten oder autonomen Systemen sind bereits Systeme verbreitet, die zwar nicht als Roboter bezeichnet werden, ihnen jedoch durchaus ähnlich sind.

## Ethikdiskussion
Generell lassen sich zwei Bereiche der Ausübung von tödlicher Gewalt durch einen Roboter unterscheiden: Einerseits in Roboter, die keinerlei Autonomie besitzen und als maschinelle Erweiterung des Soldaten (extension of the warfighter) gelten. Auch ferngesteuerte Systeme können bereits ethische Fragen aufwerfen, z. B. wie weit die technologische Asymmetrie gehen kann, ohne dass die ausgeübte Gewalt unverhältnismäßig wird. Dies sind auch die überwiegende Mehrzahl der derzeit eingesetzten Systeme.
Andererseits in Roboter als zumindest teilweise autonome Agenten. In diesem Fall handelt der Roboter autonom entweder zur Unterstützung einer militärischen Operation oder zur Selbstverteidigung. Für diesen Fall muss eine künstliche Intelligenz entwickelt werden, die in bewaffneten Konflikten Entscheidungen über legitime Ziele treffen kann. Derzeit besteht keine Übereinkunft, ob es einerseits überhaupt möglich ist eine derart komplexe künstliche Intelligenz zu schaffen, andererseits ob es anstrebenswert sei, dass eine künstliche Intelligenz Entscheidungen dieser Art trifft.
Zur Lösung der Problematik unbemannter Waffensysteme haben sich drei Ansätze herausgebildet:
- Die Forderung nach einem generellen Verbot von autonomen Waffensystemen.
- Die Forderung, unbemannte Waffensysteme mit einem „Ethik-Modul“ auszustatten, das es dem Waffensystem ermöglicht, aufgrund der Situation eine legale und ethische vertretbare Entscheidung zu treffen.
- Die Forderung, dass unbemannte Systeme feindliche Waffensysteme als Ziel haben sollen und nicht feindliche Soldaten.

### Kritik
Gegen autonome Kampfroboter, die vollständig selbst entscheiden, ob auf einen Menschen geschossen wird oder nicht (lethal autonomous weapons), regt sich Widerstand. Die britische Initiative Landmine Action, die für eine Ächtung von Landminen und Streubomben eintritt, möchte nun auch, dass autonome Kampfroboter international geächtet werden, da die Entscheidung in einer Kampfhandlung über die Tötung eines Menschen niemals von einer Maschine automatisiert getroffen werden sollte.
Am 30. September 2009 wurde unter der Leitung von Noel Sharkey das „International Committee for Robot Arms Control“ (ICRAC) gegründet, das sich für eine Begrenzung der militärischen Nutzung von Robotern einsetzt.
Über 1.000 internationale Wissenschaftler und Unternehmer forderten 2015 in einem offenen Brief ein Verbot von Killerrobotern. Unter ihnen der Physiker Stephen Hawking, der Apple-Mitbegründer Steve Wozniak und der CEO und Investor Elon Musk (Tesla, PayPal). Sie warnen vor einem neuen Wettrüsten und der Gefahr unkontrollierter Waffenverbreitung an Warlords, Diktatoren und Terroristen. Ähnlich hatte sich 2014 Angela Kane geäußert, die Hohe Repräsentantin der UNO für Abrüstungsfragen.
Die Nichtregierungsorganisation Human Rights Watch koordiniert die „Campaign to Stop Killer Robots“, der 64 Organisationen in 28 Ländern angehören (Stand: September 2017). Die deutsche Abteilung, angesiedelt bei Facing Finance, berichtet von der Aufnahme formaler Gespräche im Rahmen der CCW-Verhandlungen der Vereinten Nationen (CCW = Übereinkommen über das Verbot oder die Beschränkung des Einsatzes bestimmter konventioneller Waffen, die übermäßige Leiden verursachen oder unterschiedslos wirken können).
Die United Nations installieren seit September 2016 in Den Haag das UNICRI Centre for Artificial Intelligence and Robotics, um die Herausforderungen, Chancen und Risiken durch künstliche Intelligenz zu untersuchen. Die Vereinten Nationen fürchten, die Welt könne durch Entwicklungen auf diesem Gebiet „destabilisiert“ werden. Bei den Vereinten Nationen in Genf wird über die rechtlichen, ethischen und sicherheitspolitischen Fragen des potenzielle Einsatz dieser Waffensysteme diskutiert.
Zugleich gibt es Stimmen, die Kampfroboter für einen Fortschritt halten, der Menschenleben retten kann.

## Einsätze mit besonderem Medieninteresse
- Fehlfunktion einer Oerlikon 35-mm-Zwillingskanone in Südafrika
- Einsatz des Talon SWORDS im Irak
- Vorstellung der Samsung SGR-A1
- Erprobung von ‚Roboterhunden‘ auf dem chinesischen Markt wie Unitree Robotics oder im Russisch-Ukrainischen Krieg dem Unitree Go2[36]